# Рене ван де Керкхоф
Райнер „Рене“ Ламбертус ван де Керкхоф (на нидерландски: Reinier "René" Lambertus van de Kerkhof) е нидерландски футболист.

## Състезателна кариера
Заедно със своя брат близнак Вили са част от златното поколение на Холандския нац. отбор и двукратни световни вицешампиони от първенствата в Германия 1974 и Аржентина 1978. Бронзов медалист от Европейското първенство в Югославия 1976, участва и на първенството в Италия 1980. Посочен е от Пеле като един от 125-те най-велики живи футболисти в света.

## Успехи
ПСВ Айндховен
- Шампион на Холандия (3): 1975, 1976, 1978
- Купа на Холандия (2): 1974, 1976
- Купа на УЕФА: (1) 1977-78

 Холандия
- Световен вицешампион (2): Германия 1974 и Аржентина 1978
- Бронзов медалист – Евро 76

Индивидуални
- ФИФА 100